# مشعل تمر
مشعل تمر مغن سعودي، وهو أول فنان سعودي يغني بالإنجليزية، وقام بإصدار العديد من الأغاني المنفردة ومجموعات غنائية بالإضافة إلى ألبوم Home is Changing الذي صدر في أكتوبر 2024.
يعد أول فنان سعودي يفتتح جولة كاملة حول العالم مع فرقة ون ريبوبليك التي رشحت عدة مرات لجوائز غرامي، وشارك معهم في أغنية (Mirage) التي طرحت في لعبة أساسنز كريد: السراب ضمن سلسلة الألعاب الشهيرة، بالإضافة إلى إحياء العديد من الحفلات الموسيقى في أوروبا والشرق الأوسط وآسيا.

## حياته الشخصية
ولد مشعل لأب سعودي وأم إكوادورية ولديه ثلاثة أشقاء ذكور، نشأ في مدينة جدة ثم سافر إلى الولايات المتحدة لدراسة الموسيقى في معهد كليف ديفيس الموسيقي بنيويورك.
بدأت رحلته مع الموسيقى عندما أصيب في سن التاسعة بكسر في ذراعه مما أدى إلى إصابته بتلف في الأعصاب كاد أن يفقده القدرة على تحريك يده. وبدأ بناءً على نصيحة طبيبه بتعلم العزف على الغيتار كجزء من العلاج الطبيعي، وهو ما لم يساعده فقط على استعادة قدرته الحركية بل جعله يكتشف شغفه بالموسيقى.
بدأ مشعل في نشر أغانيه على إنستغرام مستخدمًا فقط لابتوب وميكروفون إكس بوكس، إلى أن انتشرت أغنيته “Can’t Love Myself” بشكل فيروسي على الإنترنت.
خلال جائحة كورونا انعزل في الأستوديو الخاص به في مدينة نيويورك حيث تعلم العزف على البيانو والطبول وآلة الباس، واستكشف مجموعة من الأنواع الموسيقية الأخرى بما في ذلك موسيقى البوب الكورية والميتال والروك والإسبانية واللاتينية الحضرية، إلى جانب التعرف على اللغة العربية من لهجات مختلفة، وفي النهاية قام بتأليف عدد من الأغاني.

## مشواره الفني
في عام 2020 كان من أوائل المواهب السعودية التي وقعت عقداً مع شركة (آر سي ايه ريكوردس) في الولايات المتحدة كما وقع مع كولومبيا ريكوردز في المملكة المتحدة وهي من أكبر شركات التسجيل في العالم، ويعمل الآن بشكل مستقل تحت علامة Arabian Knights Records/EMPIRE. ولديه أكثر من 1.4 مليون مستمع شهريًا على سبوتيفاي و806 ألف متابع على تيك توك.
وقام بإصدار أغنية (Arabian Knights) والتي حققت نجاحاً كبيراً، وأصدر أيضاً عددًا من الأغاني ومنها أغنية WINNER WINNER، وMirage وأنشأ موسيقى تصويرية لـ GAMERS8 والذي يعد واحدًا من أبرز مهرجانات الألعاب.

## حفلات
شارك عام 2023 حفل الأسبوع الرابع الموسيقي ضمن "موسم الجيمرز: أرض الأبطال على خشبة مسرح محمد عبده، وفي عام 2024 قام بإحياء أول حفل سعودي بالكامل، حيث تم تقديمه بواسطة الفنانتان السعوديتان فلانة وتمتم، كما قدم أول حفل غنائي له في لندن في Camden Assembly.

## أعماله الفنية
- ألبوم Home is Changing عام (2024) والذي يضم 33 أغنية مقسمة على 5 فصول،[9] بحسب وصف مشعل أنهم يمثلون مراحل من حياته.[10][11][12]